# Glover-Pfeifhase
Der Glover-Pfeifhase (Ochotona gloveri) ist eine Säugetierart aus der Familie der Pfeifhasen (Ochotonidae) innerhalb der Hasenartigen (Lagomorpha). Ihr Verbreitungsgebiet befindet sich in der Volksrepublik China im Südwesten von Qinghai, dem Nordosten von Xizang, dem Nordwesten von Yunnan und dem westlichen Sichuan.

## Merkmale
Der Glover-Pfeifhase ist ein mittelgroßer Pfeifhase mit einer Körperlänge von 16 bis 22 Zentimetern bei einem Gewicht von 140 bis 300 Gramm. Er hat im Sommer ein tee- bis graubraunes, graurötliches oder rötliches Fell. Die Bauchseite und die Oberseite der Füße sind grau-weiß, weiß oder mattgrau. Das Gesicht ist von der Schnauze bis zur Stirn orangefarben oder blassbraun; bei der Unterart O. g. brookei ist die Nasenspitze orange-rot und oberhalb der Augen befinden sich hellgraue Flecken, bei der Unterart O. g. gloveri ist die Kehle dunkelgrau und die Oberseite der Schnauze rauchig gelb. Die hell kastanienbraunen bis orangefarbenen Ohren erreichen eine Länge von 31 bis 39 Millimeter und sind dünn behaart. Im Winter ist die Rückenfärbung etwas heller, entspricht jedoch sonst der Sommerfärbung. Die Hinterfüße sind 31 bis 36 Millimeter lang.
Die Schneidezahn- und Gaumenfenster im Schädel können bei dieser Art einzeln oder verschmolzen sein. Im Vergleich zum Rotohr-Pfeifhasen (Ochotona erythrotis) ist die Schnauzenregion des Schädels schmaler und etwas länger und die Paukenblase ist etwas kleiner.

## Verbreitung

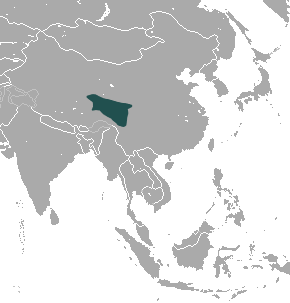
Verbreitungsgebiet des Glover-Pfeifhasen

Der Glover-Pfeifhase ist endemisch in der Volksrepublik China. Sein Verbreitungsgebiet umfasst den Südwesten von Qinghai, den Nordosten von Xizang, den Nordwesten von Yunnan und das westliche Sichuan. Damit nimmt es etwa das östliche Drittel des tibetischen Hochlands ein.
Die Höhenverbreitung der Tiere liegt normalerweise zwischen 3500 und 4200  Metern, die Art kann in Sichuan jedoch auch bereits in Höhen von 1700 Meter vorkommen.

## Lebensweise
Der Glover-Pfeifhase lebt in steinigen Böschungen und Felsspalten, außerdem bewohnt er Lehmziegelwände von Gebäuden und Tempeln. Dabei kommt er allerdings nicht auf landwirtschaftlich genutzten Flächen wie Äckern oder Weideflächen vor. Er ernährt sich generalistisch von Pflanzenteilen und errichtet wie andere Arten der Gattung Heuhaufen.

## Systematik
Der Glover-Pfeifhase wurde als eigenständige Art den Pfeifhasen (Gattung Ochotona) und der Untergattung Conothoa zugeordnet. Zeitweise wurde die Art als Unterart von Ochotona erythrotis angesehen.
Insgesamt werden drei Unterarten unterschieden, die Nominatform O. g. gloveri sowie O. g. calloceps und O. g. brookei. Nach molekularbiologischen Untersuchungen könnte O. g. brookei eine eigene Art darstellen, die dann als Schwesterart Ochotona gloveri und Ochotona muliensis gegenübergestellt würde.

## Gefährdung und Schutz
Angaben zur Bestandsgröße oder zum Bestandstrend gibt es nicht, der Glover-Pfeifhase wird von der International Union for Conservation of Nature and Natural Resources (IUCN) jedoch aufgrund seines großen Verbreitungsgebietes als nicht gefährdet (least concern) eingestuft. In einigen Regionen wird die Art als Schädling bekämpft.

## Belege
1. 1 2 3 4 5 6  Glover's pika. In: Andrew T. Smith, Yan Xie: A Guide to the Mammals of China. Princeton University Press, 2008; S. 280–281. ISBN 978-0-691-09984-2.
2. ↑  Joseph A. Chapman, John E. C. Flux (Hrsg.): Rabbits, Hares and Pikas. Status Survey and Conservation Action Plan. (Memento des Originals vom 14. Januar 2009 im Internet Archive)  Info: Der Archivlink wurde automatisch eingesetzt und noch nicht geprüft. Bitte prüfe Original- und Archivlink gemäß Anleitung und entferne dann diesen Hinweis. (PDF; 11,3 MB) International Union for Conservation of Nature and Natural Resources (IUCN), Gland 1990; S. 32–33. ISBN 2-8317-0019-1.
3. 1 2 3 4 5 6  Ochotona gloveri in der Roten Liste gefährdeter Arten der IUCN 2012.2. Eingestellt von: Andrew T. Smith, C. H. Johnston, 2008. Abgerufen am 30. Dezember 2012.
4. 1 2 3 4  Don E. Wilson & DeeAnn M. Reeder (Hrsg.):  Ochotona gloveri (Memento des Originals vom 8. März 2016 im Internet Archive)  Info: Der Archivlink wurde automatisch eingesetzt und noch nicht geprüft. Bitte prüfe Original- und Archivlink gemäß Anleitung und entferne dann diesen Hinweis. in Mammal Species of the World. A Taxonomic and Geographic Reference (3rd ed).